# 无斑雨蛙
无斑雨蛙（学名：Dryophytes immaculatus）也称绿蛤蟆、绿猴、雨呱呱、邦狗，一种分布于中国东部地区的两栖动物，隶属于雨蛙科环太雨蛙属。其种加词“immaculatus”意为“无斑的”。

## 形态特征
无斑雨蛙雄蛙体长约31豪米，雌蛙体长36～41毫米。皮肤光滑，身体背面呈纯绿色；体侧与股前后方浅黄或黄色，体侧具有一条白色细纹；身体腹面为白色或乳黄色。